# Eremocaulon capitatum
Eremocaulon capitatum là một loài thực vật có hoa trong họ Hòa thảo. Loài này được (Trin.) Londoño mô tả khoa học đầu tiên năm 2002.